# Jamides gennadia
Jamides gennadia är en fjärilsart som beskrevs av Hans Fruhstorfer 1921. Jamides gennadia ingår i släktet Jamides och familjen juvelvingar. Inga underarter finns listade i Catalogue of Life.